# Anosia malayana
Anosia malayana är en fjärilsart som beskrevs av Hans Fruhstorfer 1899. Anosia malayana ingår i släktet Anosia och familjen praktfjärilar. Inga underarter finns listade i Catalogue of Life.